# 連合獣医学研究科
連合獣医学研究科（れんごうじゅういがくけんきゅうか、英称:The United Graduate School of Veterinary Sciences）は複数の国立大学から構成される4年制博士課程、獣医学の独立研究科である。全国二地区に設置されている。

## 全国の連合獣医学研究科
- 岐阜大学大学院 連合獣医学研究科

構成校
岐阜大学、帯広畜産大学、岩手大学、東京農工大学
- 山口大学大学院 連合獣医学研究科

構成校
山口大学、鳥取大学、鹿児島大学